# Jan Zimmer
Jan Zimmer (1858 Habrová – 15. března 1938 Čáslav) byl rakouský a český advokát a politik, na počátku 20. století poslanec Českého zemského sněmu; starosta Čáslavi.

## Biografie
Pocházel od Rychnova nad Kněžnou, roku 1889 se usadil v Čáslavi coby advokát. V letech 1903–1918 zastával úřad starosty Čáslavi (podle jiného zdroje byl starostou po 19 let). Po dobu 21 let byl i čáslavským okresním starostou.
Na přelomu století se zapojil i do zemské politiky. Ve volbách v roce 1901 byl zvolen do Českého zemského sněmu v kurii městské (volební obvod Čáslav, Chotěboř, Golčův Jeníkov). Politicky se uvádí coby člen mladočeské strany. Mandát obhájil ve volbách v roce 1908, opět za mladočechy.
Zemřel v březnu 1938 krátce před svými 80. narozeninami, které se město Čáslav chystalo oslavit. Byl pohřben na zdejším městském hřbitově.